# Каліптер

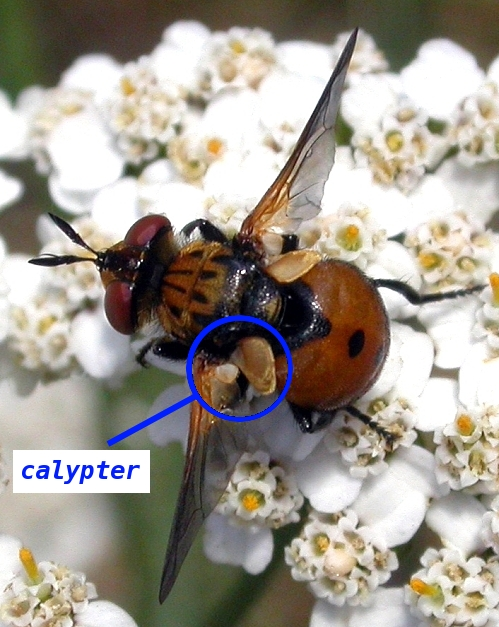
Каліптер у мухи тахіни

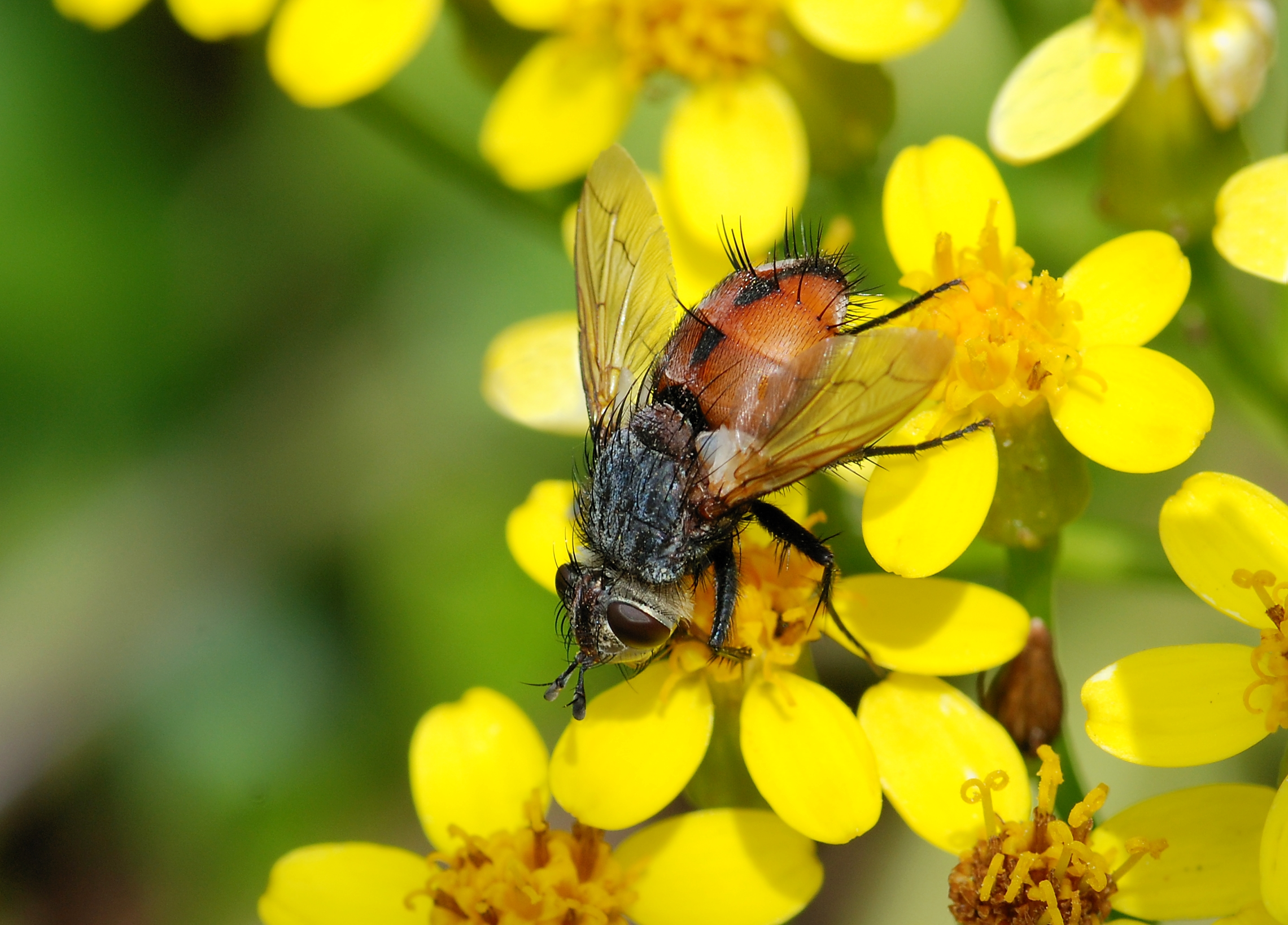
Світлий каліптер помітний на початку крила Tachina sp.

Каліптер (лат. Calypter, від давньогр. "покриття, оболонка") — закрилова лусочка, одна з двох задніх долей краю крила мух поміж основою крила і черевцем, які прикривають дзижчальця.
Нижній каліптер, який також називають задньою долею чи грудною сквамою (squama, tegula, basicalypter), є проксимальним (ближчим до черевця). Він зазвичай більш розвинений, захищає дзижчальце і не вібрує разом з крилом. 
Верхній каліптер, який також називають передньою долею, криловою сквамою, або сквамулою (squamula, antisquama, disticalypter), є дистальним (розташований трохи далі). Він знаходиться в аксилярній (підкриловій) ділянці, між груддю і базальною частиною крила, й вібрує синхронно з рухами крила.
Окрім перелічених синонімів, каліптер або лише нижній каліптер буває взаємозамінним з терміном alula (лат. "крильце"). Тотожність термінів суперечлива, залежить від анатомічних нюансів.
Форма і наявність каліптерів є елементом таксономічної ідентифікації. За критерієм наявності вирізняють дві великі групи в секції Schizophora найбільш еволюційно просунутих, круглошовних мух. Нижній каліптер добре розвинутий у каліптратних мух (Calyptratae), натомість у акаліптратних (Acalyptratae) він відсутній.